# Dominique Lecrocq
Dominique Lecrocq (né le 7 juillet 1963 à Reims et mort le 27 avril 2014 à Annappes, quartier de Villeneuve-d'Ascq) est un coureur cycliste français. Professionnel de 1984 à 1987, il a été champion de France de la course aux points en 1985.

## Biographie
Il passe professionnel en 1984 dans l'équipe Peugeot. Il y passe deux ans et remporte en 1985 le prologue du Tour d'Armorique et le championnat de France de la course aux points. En 1986, il est engagé par Système U, dirigée par Cyrille Guimard. Il s'impose au classement général de Paris-Bourges, après en avoir remporté la première étape. Il est licencié par Système U pour avoir fait l'objet d'un contrôle antidopage positif.
Après avoir disputé le début de saison 1987 avec Hitachi, il met fin à sa carrière. L'année suivante, il est un témoin important pour Alain Vernon et Dominique Le Glou, durant leur enquête sur le dopage pour le reportage Danger dopage, diffusé en avril 1989 sur Antenne 2.
Reconverti dans le commerce, il est patron du bar Tudor Inn, à Lille, détruit par un incendie en 2011. Il meurt d'une crise cardiaque le 27 avril 2014.

## Palmarès

### Palmarès amateur
- 1982
  - Prologue du Ruban granitier breton
  - Tour du Cambrésis
- 1983
  - Grand Prix des Flandres françaises
  - Paris-Dreux
  - 2e du Grand Prix de Lillers-Souvenir Bruno Comini

### Palmarès professionnel
- 1984
  - 3e du Grand Prix de la ville de Rennes
- 1985
  - Prologue du Tour d'Armorique
- 1986
  - Paris-Bourges :
    - Classement général
    - 1re étape

  - Grand Prix de Mauléon-Moulins
  - 3e du Grand Prix d'Antibes

### Tour d'Espagne
1 participation
- 1985 : abandon (6e étape)

## Palmarès sur piste

### Championnats de France
- 1980
  -  Champion de France de poursuite par équipes amateurs[4]
  -  Champion de France de poursuite juniors[4]
- 1981
  -  Champion de France de poursuite par équipes amateurs[4]
  -  Champion de France de poursuite par équipes juniors (avec Vincent Thorey, Bruno Wojtinek et Frédéric Delcambre)
- 1982
  -  Champion de France de poursuite amateurs[4]
- 1983
  -  Champion de France de poursuite par équipes amateurs[4]
- 1985
  -  Champion de France de la course aux points
- 1986
  -  Champion de France de l'américaine (avec Didier Garcia)[4]
  - 2e de la vitesse
  - 3e de la course aux points

### Championnats du monde juniors
- 1981
  -  Médaillé de bronze de la poursuite par équipes juniors